# Кейни (река)
Кейни (англ. Caney River) — река на юге штата Канзас и на северо-востоке штата Оклахома (США), правый приток реки Вердигрис. Длина реки составляет 290 км.

## География

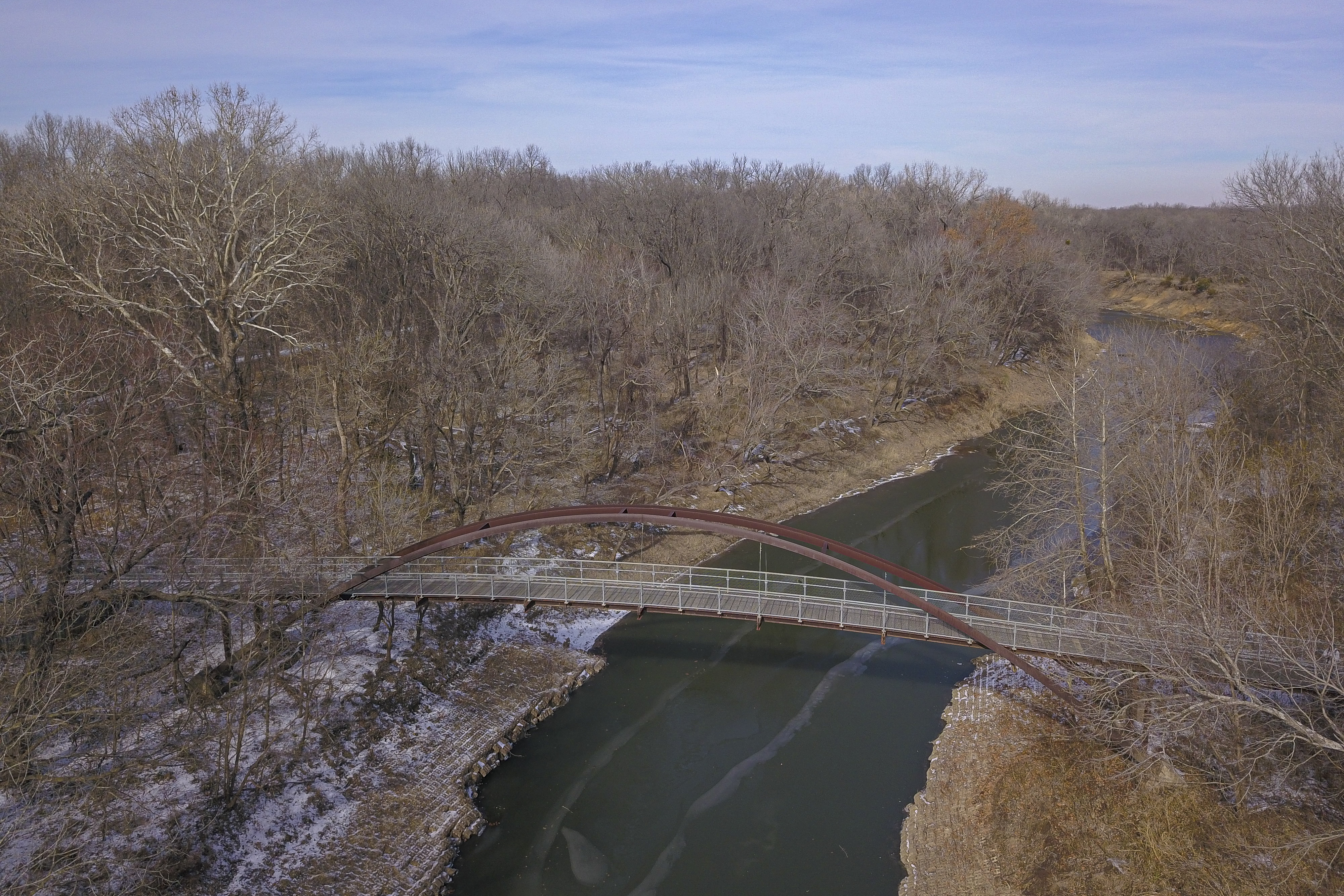
Пешеходный мост через реку Кейни в Бартлсвилле

Исток реки Кейни находится в западной части округа Элк (Канзас), на высоте около 408 м. После этого река течёт преимущественно в юго-восточном направлении, протекая по округам Элк и Шатокуа (Канзас), а затем по округам Осейдж, Вашингтон, Талса и Роджерс (Оклахома).
Вскоре после пересечения границы Канзаса и Оклахомы река Кейни протекает через водохранилище Хьюла, расположенное в округе Осейдж (Оклахома) на высоте 229 м. В 23 км ниже по течению от водохранилища река протекает через город Бартлсвилл — административный центр округа Вашингтон (Оклахома). Она впадает в реку Вердигрис на высоте 167 м, вблизи городов Коллинсвилл и Клэрмор.
Площадь водосборного бассейна реки Кейни — 5752 км².

## История
Ранее река Кейни была известна под названиями Литл-Вердигрис (Little Verdigris River), Кейна (Cana River) и Конни (Connie River). 
1 октября 1821 года у реки Кейни, в районе нынешнего Бартлсвилла, останавливалась экспедиция Гленна — Фаулера на своём пути к Санта-Фе.
У реки Кейни неоднократно происходили крупные наводнения, в частности, в 1885, 1926 и 1986 годах. Чтобы уменьшить последствия наводнений, в 1946—1951 годах Корпусом инженеров Армии США была сооружена плотина и было создано водохранилище Хьюла.